# Alan Lloyd Hodgkin

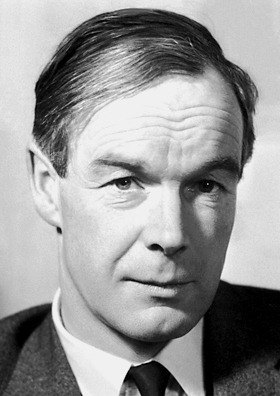
Alan Lloyd Hodgkin

Sir Alan Lloyd Hodgkin (* 5. Februar 1914 in Banbury, Oxfordshire, England; † 20. Dezember 1998 in Cambridge, England) war ein britischer Physiologe, Neurophysiologe und Biophysiker, der 1963 gemeinsam mit Sir John Carew Eccles und Andrew Fielding Huxley für die „Entdeckungen über den Ionen-Mechanismus, der sich bei der Erregung und Hemmung in den peripheren und zentralen Bereichen der Nervenzellenmembran abspielt“ mit dem Nobelpreis für Physiologie oder Medizin geehrt wurde.

## Ausbildung
Hodgkin besuchte die Downs School in Malvern (1923–1927), die Greshams School in Holt (1927–1932) und danach das Trinity College in Cambridge (1932–1936), wo er Biologie und Chemie belegte und sich dem Studium der Physiologie widmete. Danach wurde er wissenschaftlicher Assistent und führte Experimente mit Froschnerven durch. Er arbeitete unter anderem mit den Wissenschaftlern Ernest Rutherford und Frederick Gowland Hopkins zusammen. Nach einer Einladung zur Arbeit am Rockefeller Institute in New York (1937–1938) kehrt er nach Cambridge zurück, wo dann auch 1939 seine Zusammenarbeit mit Huxley ihren Anfang nahm und er auch seine Heimat fand.

## Forschung
Die neurophysiologischen Arbeiten, für die das Forscherteam den Nobelpreis erhielt, wurden an den Riesenaxonen von Tintenfischen durchgeführt, die sich aufgrund ihrer Größe für Forschungsarbeiten besonders gut eignen. Nach ihm ist auch die Goldmann-Hodgkin-Katz-Gleichung benannt, nach der sich das Ruhemembranpotential von Zellen ausrechnen lässt.
Zusammen mit Andrew Fielding Huxley entwickelte er das Hodgkin-Huxley-Modell, ein biologisch detailliertes Neuronenmodell, das für die Computational Neuroscience und die Neuroinformatik bedeutend ist.

## Weitere Ehrungen
Hodgkin erhielt eine Vielzahl an Ehrungen. 1948 wurde er als Mitglied („Fellow“) in die Royal Society gewählt, die ihm 1958 die Royal Medal und 1965 die Copley-Medaille verlieh. 1962 wurde er in die American Academy of Arts and Sciences gewählt, 1964 zum Mitglied der Leopoldina und 1967 der American Philosophical Society. 1972 wurde er zum Ritter geschlagen („Knight Commander“ des Order of the British Empire); 1973 wurde ihm der Order of Merit verliehen. 1974 wurde Hodgkin in die National Academy of Sciences sowie zum Ehrenmitglied (Honorary Fellow) der Royal Society of Edinburgh gewählt.